# Gerrit Engelke
Gerrit Engelke (Hannover, 21 ottobre 1890 – Cambrai, 13 ottobre 1918) è stato uno scrittore tedesco.

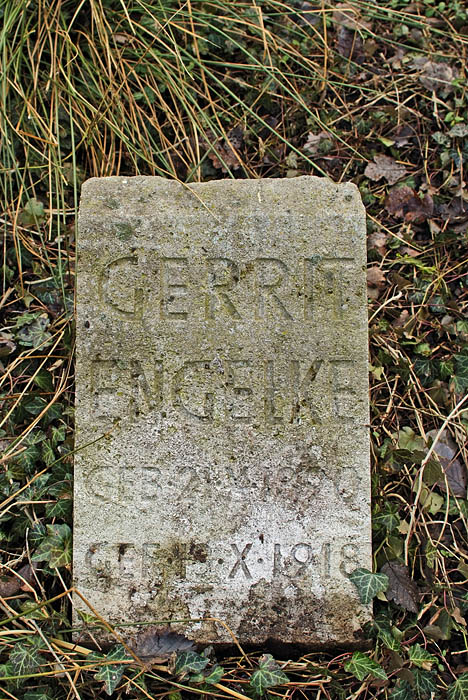

Engelke ha scritto molte poesie ispirandosi alla sua origine umile, da operaio. Per quanto riguarda invece la corrente letteraria può tranquillamente essere inserito in quella espressionista, come dimostrano opere come Ritmo della nuova Europa (Rhythmus des neuen Europa, pubblicato postumo, nel 1921) e Canto del mondo (Gesang der Welt, anch'esso pubblicato dopo la sua morte nel 1927). Nei suoi scritti l'Europa è descritta in uno stato di abbandono sia terreno che divino, prigioniera della solitudine.